# Amblyseius hainanensis
Amblyseius hainanensis är en spindeldjursart som beskrevs av Wu 1983. Amblyseius hainanensis ingår i släktet Amblyseius och familjen Phytoseiidae. Inga underarter finns listade i Catalogue of Life.